# E.V.A.
E.V.A. (Electric Venom Agency) je slovenska pop skupina. Njene zametke predstavlja sodelovanje pevke Eve Moškon z duom Črnobelo, kitaristoma Andrejem Pekarovičem in Luko Veharjem. Nastala je skladba »Ljubim se«, s katero so se predstavili na Emi 2007. Zasedba E.V.A. pa je nastala leta 2008. 2010 so izdali svoj albumski prvenec Pridi greva (v sestavi: Moškon, Vehar, Pekarovič, Kavčič in Malkoč).

## Člani
- Eva Moškon (vokal),
- Andrej Pekarovič (kitara),
- Mitja Kavčič (klaviature),
- Gregor Cvetko (bas kitara) in
- Žiga Kožar (bobni)

13. februarja 2016 bodo nastopili na Poprocku v okviru Dnevov slovenske zabavne glasbe s pesmijo »Otrok«.

## Diskografija
| Leto | Album       | Pesmi |
| ---- | ----------- | --- |
| 2010 | Pridi greva | 1. Misel nate 2. Najine tri 3. Se zgodi 4. Pridi greva 5. Choice 6. Slikar 7. Play 8. Babji žur 9. Nov plan 10. Lepo mi je 11. Na glas 12. Utopija 13. Blizu |